# Numizmatičar
Numizmatičar (srbsky Нумизматичар) je název pro odborný numismatický časopis, který vznikl v tehdejší Jugoslávii a zabývá se problematikou numismatiky. Vychází v Bělehradu od roku 1978, jeho vydavatelem je národní muzeum a do roku 2008 jí byla i Srbská numismatická společnost (srbsky Srpsko numizmatičko društvo). ISSN časopisu je 0350–9397.
Název znamená v srbském jazyce doslova numismatik. Odlišuje se nicméně od staršího záhřebského odborného časopisu, který nesl název Numizmatičar - časopis za antički i stari jugoslovenski novac, a který vycházel již před druhou světovou válkou.
V roce 2013 byl uveden do kategorie časopisů M51 v rámci Seznamu domácích odborných časopisů pro společensko-humanistické obory.
Jeho prvním redatorem byl Vladimir Kondić. Články v tomto časopise vychází jak v srbštině, tak i v dalších světových jazycích. Články se týkají minci od nejstarších až po nejsoudobější. Časopis také prezentuje mimo jiné i různé výstavy a výzkum národního muzea. Vychází jednou ročně.